# John Alcock

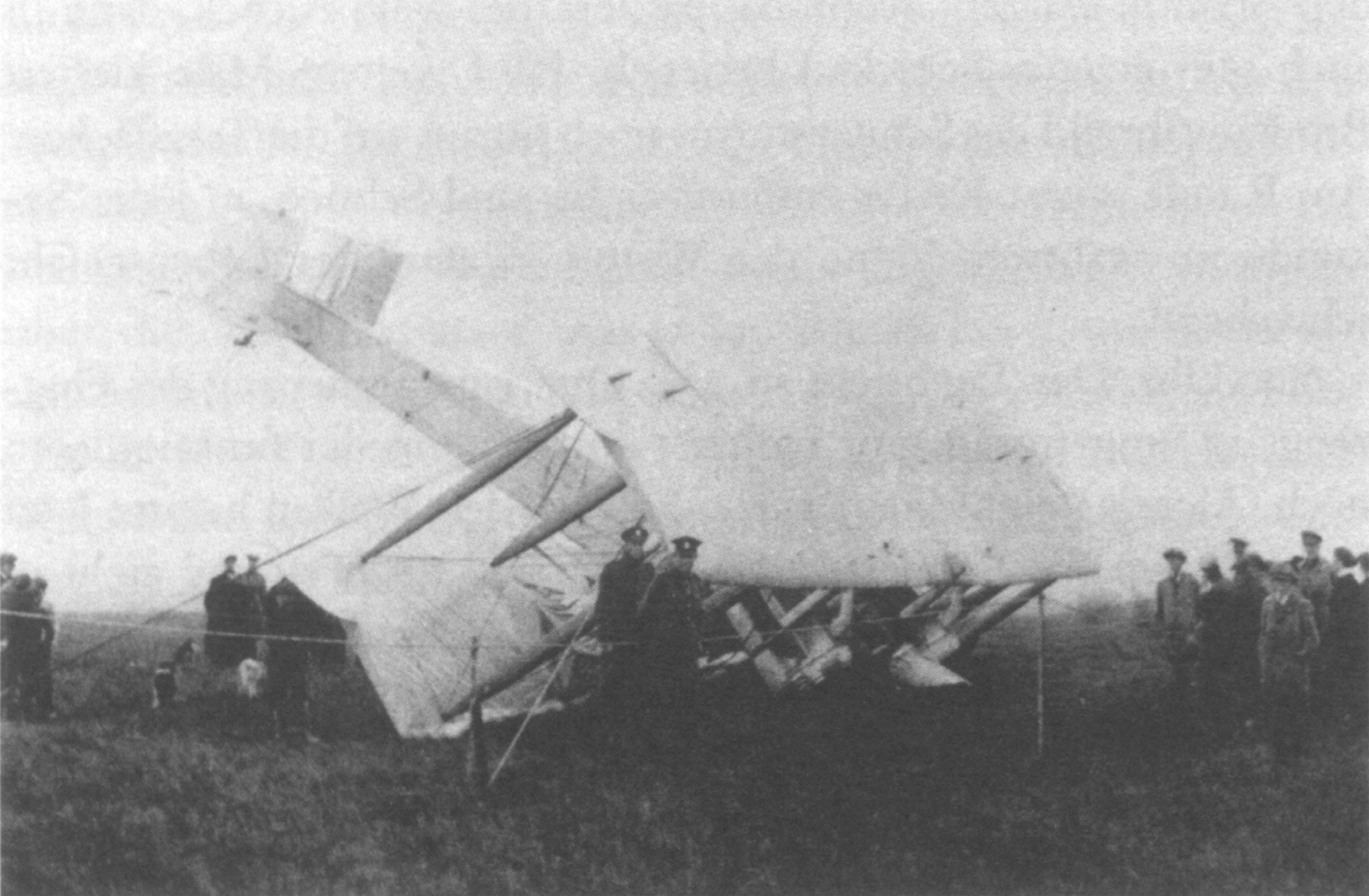
Alcock en Brown na de landing in Ierland.

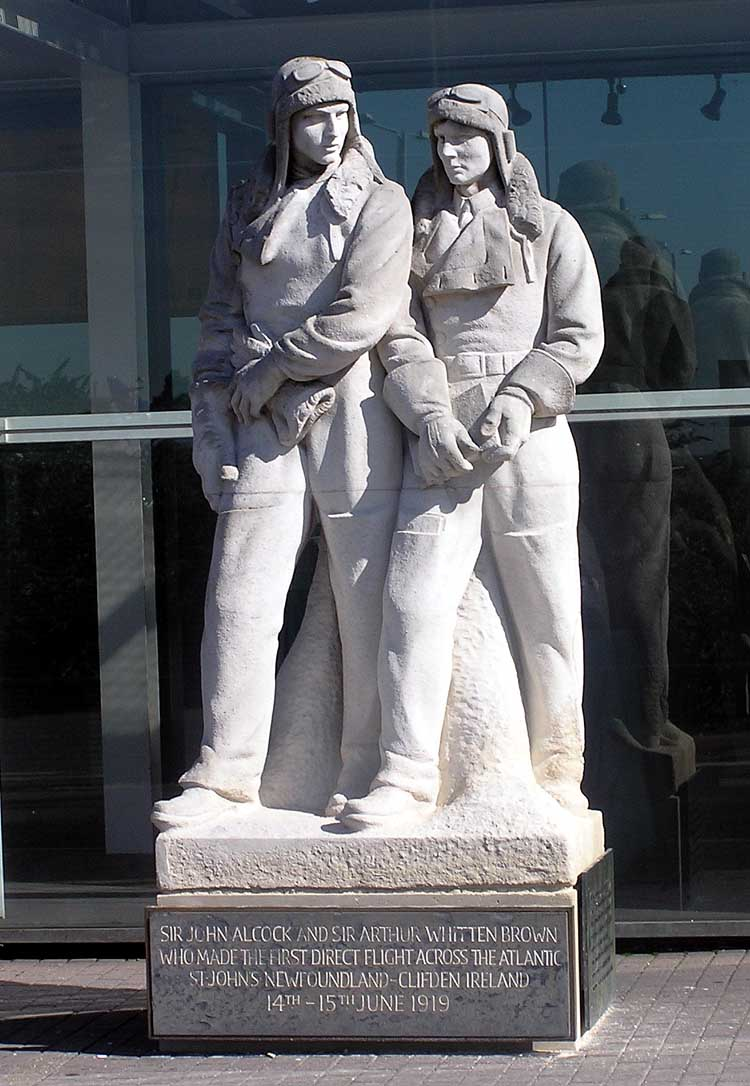
Standbeeld van Alcock en Brown bij Heathrow Airport.

John Alcock (Heaton Moor (Manchester), 5 november 1892 - Rouen (Frankrijk), 18 december 1919) was een Brits piloot die van 14 op 15 juni 1919 samen met Arthur Whitten-Brown als eerste in een non-stop vlucht over de Atlantische Oceaan vloog. Ze wonnen daarmee de prijs van 10.000 pond die in 1913 was uitgeloofd door de krant Daily Mail voor wie het eerst "in een vliegtuig van een punt in de Verenigde Staten, Canada of Newfoundland naar een punt in Groot-Brittannië of Ierland zou vliegen in minder dan 72 uur".
Hun vliegtuig was een omgebouwde Vickers Vimy bommenwerper. Het duo vloog van St. John's op Newfoundland naar Clifden in Ierland. Het toestel raakte licht beschadigd bij de landing, waarbij de neus in de modder terechtkwam.
De trans-Atlantische vlucht duurde 16 uur en 12 minuten. De afgelegde afstand was 3040 km.
Kapitein Alcock en luitenant Brown werden enkele dagen na hun prestatie geridderd door de Britse koning George V.
Alcock had in 1912 zijn vliegbrevet behaald. In de Eerste Wereldoorlog vloog hij met bommenwerpers aan het Turkse front. Na motorpech van zijn vliegtuig werd hij krijgsgevangen genomen; bij de wapenstilstand kwam hij vrij. Tijdens zijn gevangenschap had hij zich voorgenomen om de Atlantische Oceaan over te vliegen en kort na de oorlog werd hij gekozen als de piloot bij het team van Vickers voor de Daily Mail-prijs.
Alcock kwam in december 1919 om het leven toen hij met het nieuwe Vickers Viking amfibievliegtuig op weg naar Parijs neerstortte.